# Josep Camarena Mahiques
Josep Camarena Mahiques   (Llocnou de Sant Jeroni, 13 de gener de 1921 - Gandia, 5 d'agost de 2004), va ser un historiador medievalista i catedràtic d'institut. Ha estat pioner en la investigació del Regne de València medieval i modern.

## Biografia
Josep Camarena Mahiques, va nàixer en Llocnou de Sant Jeroni el 13 de gener de 1921. Va fer el batxillerat al Col·legi Subvencionat de Segona Ensenyança Ausiàs March de Gandia, obert amb la IIª República el 1934. Fou secretari de les Joventuts Socialistes Unificades del seu poble entre 1935 i 1939, any en què va ser cridat a files i va haver de servir a l'exercit durant més de deu anys; això li va suposar perdre un contracte de professor d'espanyol a la Universitat de Pittsburgh, als Estats Units.I el 1946 es llicencià en Filosofia i Lletres a la Universitat de València, en l'especialitat de Geografia i Història, amb premi extraordinari. En 1949 va defensar, a la Universitat Complutense de Madrid, la seva Tesi doctoral titulada El Reino de Valencia bajo Fernando I de Aragón
Va treballar com a professor auxiliar del catedràtic Manuel Ballesteros a la Universitat de València i va ser íntim col·laborador de Manuel Dualde Serrano arxiver i membre de la Real Acadèmia de la Història. També va exercir com a director del Instituto Valenciano de Estudios Históricos Alfonso el Magnánimo (antecedent de l'actual Institució Valenciana d'Estudis i Investigació de la Diputació de València)
El 1950 passa a exercir la docència en ensenyament secundari, com a catedràtic d'història, a l’Institut Laboral de Gandia, l’actual IES Ausiàs March, el qual acabava de ser inaugurat.. Hi va exercir els càrrecs de secretari i de director..Va participar en diferents convocatòries del Congreso de Historia de la Corona de Aragon tant d'investigador com d'organitzador, i el 1960 va obtenir el premi Diputació de Saragossa, Va promoure i publicar la Colección de documentos para la historia de Gandia de la qual es van publicar tres fascicles. Així mateix, el 1965 va publicar una obra pionera i cabdal en la història de la Safor la Historia del distrito de Gandia la qual abastava des d ela prehistòria fins al segle XX. L'abril de 1973 va entrar a formar part del Centre de Cultura Valenciana com a director de número
En abril de 1979 la mort del seu fill Pep, amb 25 anys en un accident amb altres muntanyencs gandians a la serra de Gredos, va ser un cop molt dur per a Camarena. En 1984 apareix publicada en valencià per l'Instituto Duque Real Alfonso el Viejo, actualment Centre d'Estudis i Investigacions Alfons el Vell, la seva obra La Safor del segle VIII al XVII. En 1987 es va retirar la docència
La significació de la seua trajectòria feu que l'Ajuntament de Gandia el nomenara Fill Adoptiu y el CEIC Alfons el Vell li fera un homenatge el 26 de novembre de 1993. Paral·lelament, el 1992 Gandia adquiriria el seu arxiu i la seua biblioteca, els quals formen un fons específic de l'Arxiu Històric de la Ciutat. El 5 de agost de 2004 Camarena va morir als seus 83 anys, al mateix any el Col·lectiu Vall del Vernissa organitzava unes jornades específiques amb el seu nom
Camarena hui té dos llibres i un DVD sobre la seua figura, una biblioteca i un col·legi que porten el seu nom. El CEIC Alfons el Vell li va fer tot un seguit de conferències i rutes el 2021 i 2022 per celebrar el centenari del seu naixement.

## Obra
Entre les seves nombroses obres destaquen:
- El reino de Valencia bajo Fernando I de Aragón. Tesi dooctoral inèdita.[5] 1949
- Tratado de paz entre Aragón y Génova en 1413[1]. 1952
- Colección de documentos para la historia de Gandía y su comarca 1959
- Historia del distrito de Gandia. 1965
- La Safor del segle VIII al XVII, Duque Real Alfonso el Viejo. 1984
- Gandia, un itinerari del passat. 1992

## Obra en col·laboració
- El interregno y el Compromiso de Caspe. 1955
- El Compromiso de Caspe. 1964